# Buvik
Buvik is een voormalige  gemeente  in de toenmalige  provincie Sør-Trøndelag. De gemeente werd gevormd in 1855 als afsplitsing van de gemeente Byneset. In 1965 werd de gemeente samengevoegd met Børsa en Skaun. De fusiegemeente koos voor de naam Skaun.
Het gemeentebestuur van Buvik was gevestigd in het dorp Buvika. Daar staat ook de parochiekerk van Buvik uit 1819.